# L'hospital (pel·lícula)
L'hospital (títol original en anglès, The Shift) és una pel·lícula dramàtica estatunidenca de 2013 escrita per Leo Oliva, dirigida per Lee Cipolla i protagonitzada per Oliva, Casey Fitzgerald, Genesis Ochoa i Danny Glover. S'ha doblat al català.
El rodatge va tenir lloc al Centre Mèdic General de Los Angeles. El novembre de 2013, es va anunciar que Shoreline Entertainment va adquirir els drets de venda mundial de la pel·lícula.
La pel·lícula es va projectar al Muvico Parisian de Palm Beach l'11 d'abril de 2013. Després es va publicar en DVD, a la carta i en plataformes digitals el 24 de febrer de 2015.
La pel·lícula va guanyar el Premi del Públic al Festival Internacional de Cinema de Palm Beach.